# Мост (телесериал, США)
«Мост» (англ. The Bridge) — американский телесериал с Дианой Крюгер и Демианом Бичиром, который является адаптацией шведско-датского одноимённого сериала 2011 года. Сериал разработан Мередит Стим и Элвудом Ридом.
Премьера сериала состоялась 10 июля 2013 года на телеканале FX. В сентябре 2013 года сериал был продлён на второй сезон, который стартовал 9 июля 2014 года. Изначально FX планировала выпустить третий сезон, т.к. предыдущий имел открытый финал, но позже он был отменен ввиду сильного падения зрительского рейтинга.

## Сюжет
Сериал рассказывает о двух детективах — Соне Кросс из полиции Эль-Пасо (Крюгер) и Марко Руисе из полиции Чиуауа (Бичир) — которые вынуждены работать вместе, когда на Мосте Америк (американско-мексиканской границе) обнаруживают потенциальную жертву серийного убийцы.

## В ролях
- Диана Крюгер — детектив Соня Кросс
- Демиан Бичир — детектив Марко Руис
- Аннабет Гиш — Шарлотта Миллрайт
- Том Райт — Стивен Линдер
- Тед Левин — лейтенант Хэнк Уэйд
- Эмили Риос — Адриана Мендес (сезон 2; сезон 1 периодически)
- Мэттью Лиллард — Дэниел Фрай (сезон 2; сезон 1 периодически)

## Отзывы критиков
На сайте-агрегаторе Metacritic первый сезон получил 77 баллов из ста на основе 37 «в общем положительных» отзывах. На Rotten Tomatoes сезон держит 90% «свежести» на основе 42 рецензий со средним рейтингом 8/10.
На Rotten Tomatoes второй сезон держит 86% «свежести» на основе 21 рецензии со средним рейтингом 7,5/10. На сайте-агрегаторе Metacritic сезон получил 67 баллов из ста на основе 13 «в общем положительных» отзывах.